# Margaret Rhodes
Hon. Margaret Rhodes LVO (geborene Elphinstine, * 9. Juni 1925 in London; † 25. November 2016) war die Cousine der britischen Königin Elisabeth II. und ihrer Schwester Prinzessin Margaret. Sie war Hofdame bei der britischen Königinmutter Elizabeth Bowes-Lyon.

## Leben

### Kindheit und Berufstätigkeit
Margaret Rhodes wurde als Margaret Elphinstone in London geboren. Sie war die jüngste Tochter von Sidney Buller-Fullerton-Elphinstone, 16. Lord Elphinstone (1869–1955) und dessen Ehefrau Lady Mary Bowes-Lyon (1883–1961), einer Schwester von Lady Elizabeth Bowes-Lyon, der späteren Ehefrau von König Georg VI. und späteren „Queen Mum“.
Nur etwa zehn Monate älter als ihre Cousine, die spätere Königin Elisabeth II., war sie als Kind ihre Spielkameradin und Freundin. Rhodes galt als älteste Freundin und enge Vertraute der Queen.
Während des Zweiten Weltkriegs lebte Rhodes auf Windsor Castle und im Buckingham Palace. Sie machte einen Sekretärinnenkurs und arbeitete während des Krieges für den britischen Auslandsgeheimdienst MI6. Während ihrer Zeit als Geheimdienstsekretärin war sie auch eine enge Vertraute des Königs Georg VI., der bei ihr geheime Nachrichten zu erfahren suchte. Nach dem Ende des Zweiten Weltkriegs verließ sie den MI6 und ging als Personalsachbearbeiterin (Personnel Officer) zu der neugegründeten Organisation European Movement UK, wo sie auch ihren späteren Ehemann, den Schriftsteller Denys Gravenor Rhodes (1919–1981), kennenlernte. Rhodes war damals noch mit der britischen Schauspielerin Rachel Gurney (im Fernsehen bekannt als Lady Marjorie Bellamy in der britischen Erfolgsserie Das Haus am Eaton Place) verheiratet, lebte aber bereits von ihr getrennt.

### Ehe und Familie
Am 31. Juli 1950 heiratete sie Denys Gravenor Rhodes; Prinzessin Margaret, die Schwester der Queen, war eine ihrer Brautjungfern. Aus der Ehe gingen vier Kinder, zwei Söhne und zwei Töchter, hervor:
- Annabel Margaret Rhodes (* 1952)
- Victoria Ann Rhodes (* 1953), ein Patenkind von Elisabeth II.[5]
- Simon John Gravenor Rhodes (* 1957), ein Patenkind von Prinzessin Margaret[6]
- Michael Andrew Gravenor Rhodes (* 1960)

### Repräsentative Aufgaben
Am 20. November 1947 war sie eine der Brautjungfern bei der Hochzeit von Elisabeth II. und Philip Mountbatten in der Westminster Abbey.
Von 1991 bis 2002 hatte sie bei ihrer Tante Elizabeth Bowes-Lyon, der „Queen Mum“, das Ehrenamt der „Woman of the Bedchamber“, eine Verbindung des Ehrenamts der „Lady-in-waiting“ (Hofdame, Kammerfrau) mit einer Rolle als Begleiterin, inne. Sie übte dieses Amt insgesamt elf Jahre bis zum Tod der Queen Mum im März 2002 aus. Sie begleitete Elizabeth Bowes-Lyon bei Veranstaltungen und öffentlichen Repräsentationsaufgaben, kümmerte sich um ihre Privatkorrespondenz und stellte das Bindeglied zwischen der Queen Mum und der Öffentlichkeit dar. Ihre Aufgabe als Lady-in-Waiting nahm Rhodes gewissenhaft bis zum Lebensende der Queen Mum wahr. Im Februar/März 2002, als die Königinmutter das Haus nicht mehr verlassen konnte, besuchte Rhodes sie täglich. Rhodes gehörte zum engsten Familienkreis, der am Sterbebett der Queen Mum saß. In den Stunden vor ihrem Tod blieb Rhodes ohne Unterbrechung am Sterbebett der Queen Mum. Nach dem Tod von Elizabeth Bowes-Lyon verbrachte sie gemeinsam mit Elisabeth II. den Tag auf Windsor Castle und besuchte am nächsten Morgen gemeinsam mit ihr einen Privatgottesdienst. Rhodes oblag es auch, den Tod der Königinmutter im Registrar’s Office von Windsor offiziell beurkunden zu lassen.

### Späte Jahre
2002 wurde sie zum Lieutenant of the Royal Victorian Order (LVO) ernannt. Rhodes lebte in Garden House im Windsor Great Park, dem Park von Schloss Windsor; ihr Wohnsitz war ein persönliches Geschenk von Elisabeth II.
Ihre Kinderfreundschaft mit Elisabeth II. hielt bis zu ihrem Tod an. Rhodes und Elisabeth II. pflegten regelmäßige Kontakte. Meistens trafen sie sich jeweils an Sonntagen nach dem morgendlichen Gottesdienst; die Queen nahm bei Rhodes ihren morgendlichen Cocktail, bestehend aus Gin oder Dubonnet.
Im Juni 2012 war sie Interviewpartnerin der Radio-Sendung Desert Island Discs auf BBC Radio 4.
Margaret Rhodes starb im November 2016 im Alter von 91 Jahren nach kurzer Krankheit.

## Rolle in der Monarchie
Rhodes galt als kenntnisreiche Informationsquelle für das Privatleben der Royal Family. Im Vorfeld der Feierlichkeiten zum 80. Geburtstag von Elisabeth II. gab Rhodes 2006 der BBC und der Zeitung Daily Mail ein Interview, in dem sie bekräftigte, dass, ihrer Meinung nach, die Königin trotz anderweitiger Gerüchte und Spekulationen niemals abdanken werde.
2011 veröffentlichte sie ihre in den britischen Medien vielbeachtete Autobiografie The Final Curtsey, die ein lebendiges Porträt der Royals in ihren privaten Momenten zeichnete. In ihrer Autobiografie enthüllte sie auch, dass sich Elisabeth II. bereits im Alter von 13 Jahren in ihren späteren Ehemann Prinz Philip verliebte und dass es von da an für sie keinen anderen Mann mehr gegeben habe. Rhodes verteidigte das Fernbleiben Elisabeths II. von London nach dem Tod von Prinzessin Diana. Elisabeth II. habe in dieser Situation als Großmutter und nicht als Königin gehandelt; aus Sorge um das Wohl ihrer beiden Enkel William und Harry habe sie die Pflichten der Monarchin für kurze Zeit den Familieninteressen untergeordnet.
Im Juli 2013 wurde sie im Vorfeld der Geburt des Thronfolgers George Alexander Louis in Windsor von CNN interviewt. In dem Dokumentarfilm Elizabeth at 90 – A Family Tribute (2016) von John Bridcut, der anlässlich des 90. Geburtstags von Elisabeth II. auf BBC One ausgestrahlt wurde, gehörte sie zu den Interviewpartnern.

## Autobiografie
- Margaret Rhodes: The Final Curtsey: The Autobiography of Margaret Rhodes, First Cousin of the Queen and Niece of Queen Elizabeth, the Queen Mother. Umbria Press. ISBN 978-0-9541275-6-5.